# Cabochon

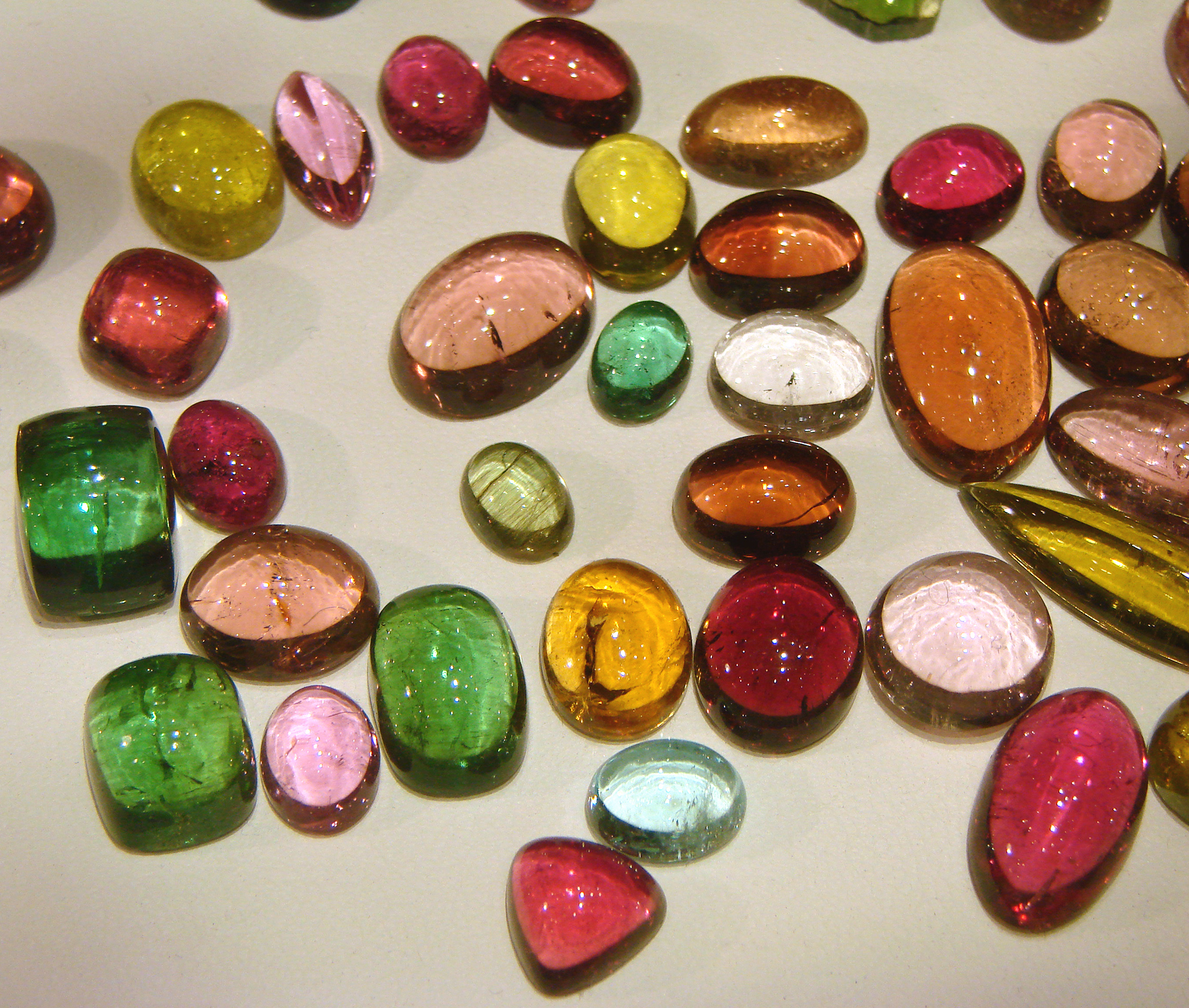
Cabochon di tormalina

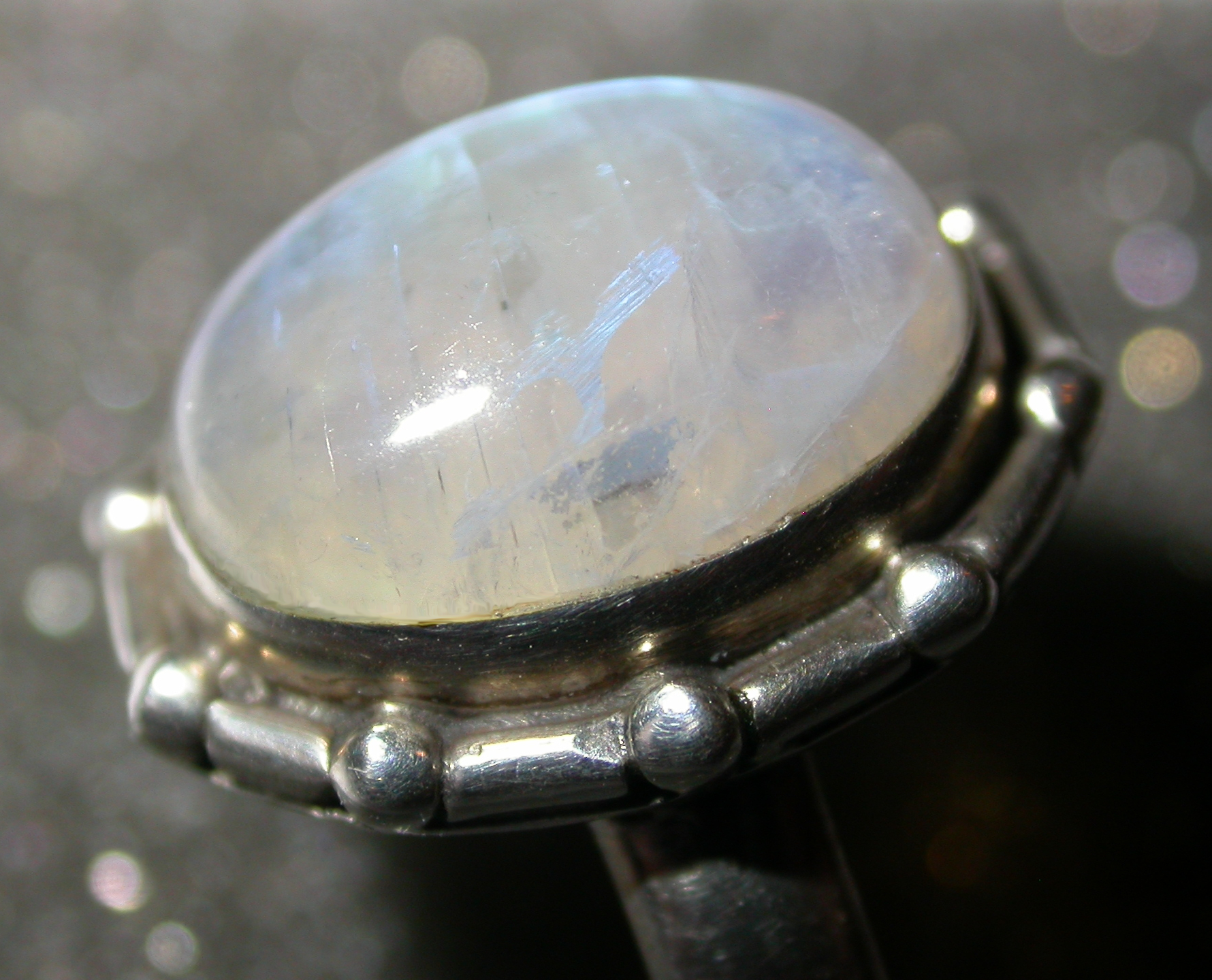
Anello con cabochon di pietra di luna o labradorite bianca

Il cabochon (dal francese medievale "caboche", testa. Cfr. vernacolare italiano "capoccia", da "capo") è un tipo di taglio privo di sfaccettature, mediante il quale si ottiene una forma con la sommità convessa e la base piatta, anche se il termine è usato per indicare qualsiasi forma deliberatamente non sfaccettata. 
Anticamente, prima di scoprire la possibilità di sfaccettare le gemme in modo da aumentarne i riflessi, tutte le gemme (trasparenti e non trasparenti) erano tagliate a cabochon: un metodo di gran lunga più semplice da realizzare della sfaccettatura.
Al giorno d'oggi, il taglio a cabochon di solito è utilizzato con le gemme di colore opache (o non limpide, come molti campioni di quarzo rosa e di ambra) ma anche con gemme trasparenti delle quali si desidera evidenziare particolari effetti ottici (adularescenza, asterismo e simili), mentre la sfaccettatura è solitamente scelta per le pietre trasparenti.

Si tiene conto anche della durezza poiché le pietre più tenere con un valore inferiore a 6 sulla scala di Mohs si rigano facilmente con la silice inevitabilmente presente un po' ovunque (anche nella polvere) e le rigature si notano meno in una pietra opaca tagliata a cabochon mentre sono molto più evidenti in gemme trasparenti sfaccettate.
Grande importanza assumono le pietre con asterismo, come gli zaffiri e i rubini stellati e le pietre cangianti come il crisoberillo o che presentano gatteggiamento (come l'occhio di gatto), per i quali si usa un cabochon a cupola per mostrare la stella, che non si vedrebbe nel caso della sfaccettatura.
La forma tipica del taglio a cabochon è un ovale tondeggiante, anche perché l'occhio percepisce meno le piccole asimmetrie in un ovale rispetto ad un cerchio.
Per tagliare un cabochon si traccia la sagoma su una piastrina di pietra usando una punta di alluminio per non rovinare il materiale, quindi si sbozza usando una sega diamantata.

Successivamente la pietra viene rifinita usando mole di carburo di silicio o dischi diamantati.
La finitura e la lucidatura sono effettuate fissando con cera d'api la pietra su un bastoncino di legno (dop stick) per agevolarne la manipolazione.

La pietra così montata viene quindi lucidata (dopping) su dischi finemente abrasivi sino ad ottenere l'aspetto desiderato.

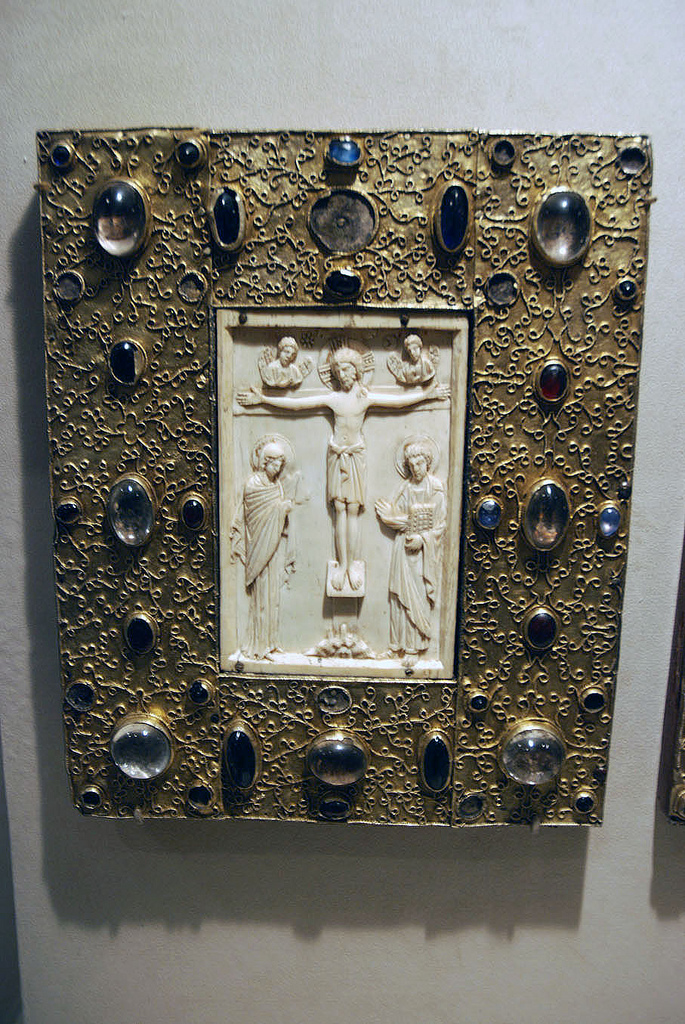
Antico libro sacro
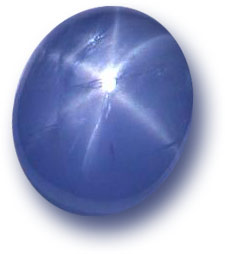
Zaffiro stellato
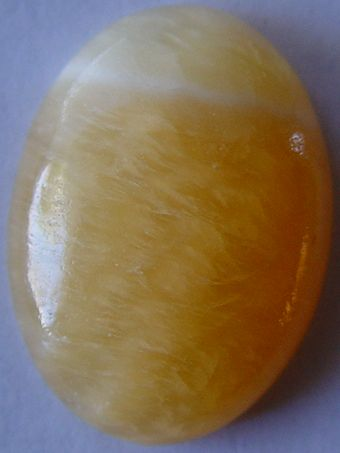
Quarzo citrino
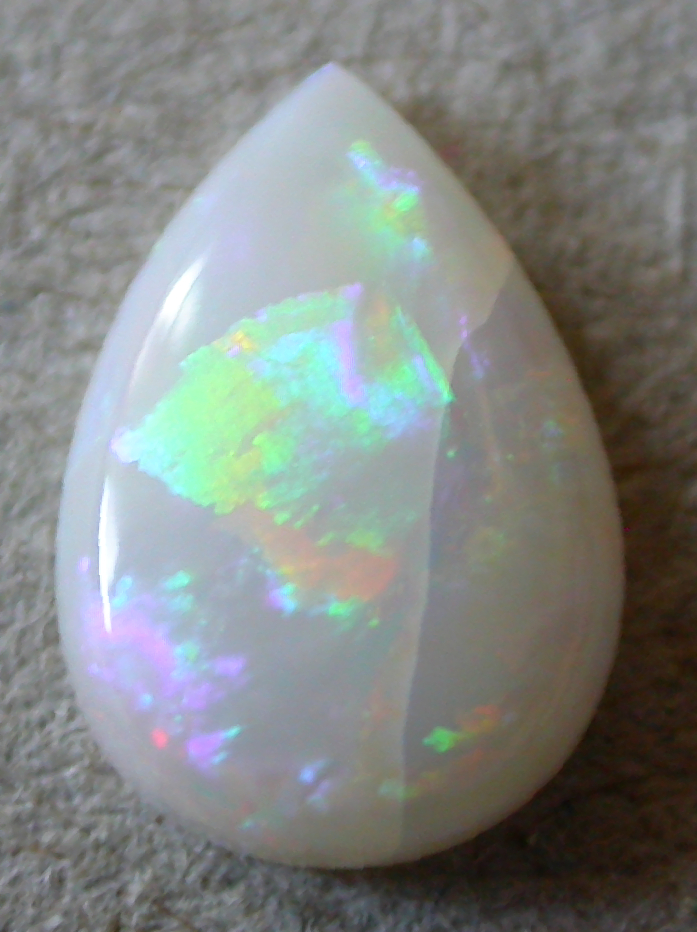
Opale nobile